# Збенхи-Поле
Збенхи-Поле (пол. Zbęchy-Pole) — село в Польщі, у гміні Кшивінь Косцянського повіту Великопольського воєводства.
Населення — 191 особа (2011).
У 1975-1998 роках село належало до Лешненського воєводства.

## Демографія
Демографічна структура станом на 31 березня 2011 року:
|          | Загалом | Допрацездатний вік | Працездатний вік | Постпрацездатний вік |
| -------- | ------- | ------------------ | ---------------- | -------------------- |
| Чоловіки | 90      | 26                 | 58               | 6                    |
| Жінки    | 101     | 27                 | 54               | 20                   |
| Разом    | 191     | 53                 | 112              | 26                   |